# Раєвка (Казахстан)
Ра́євка (каз. Раевка) — село у складі Шортандинського району Акмолинської області Казахстану. Адміністративний центр Раєвського сільського округу.
Населення — 640 осіб (2021; 804 у 2009, 826 у 1999, 1064 у 1989).
Національний склад станом на 1989 рік:
- росіяни — 35 %.